# Присцилиан
Присцилиян от Авила (ок. 340 – 385) е римски богослов, важна фигура в развитието на ранното християнство на Пиренейския полуостров. Около 385 г. Присцилиан е обвинен в ерес и осъден на смърт от император Магн Максим. Движението за аскетизъм, носещо неговото име, продължава да се разпространява в римските провинции Испания и Галия до към края на VI век. Трактати на Присцилиан и негови последователи, дотогава считани за изгубени, са открити през 1885 г. и публикувани през 1889 г.

## Произход и посвещение
Син на Кай Аврелий, роден в западна Испания, най-вероятно в Ирия Флавия – важно пристанище в римската област Галисия. Произхожда от семейството на римски сенатор. Около 370 г. заминава да учи в Бурдигала (днешния град Бордо) при ректора Delphidius  (който по-късно християнизира името си на Елипидий или Елпидий). В този период основава, заедно с учителя си и съпругата му Евкроция (наречена по-късно Агапе), аскетична общност събираща се някъде в покрайнините на града. Предполага се интимната му връзка и с дъщерята на покровителите му – Прокула, въпреки че Свети Йероним споменава като негова любовница т. нар. Гала.
Основният му опонент, Италик от Осоноба, му приписва тайни магически и астрономически знания като продължител на някой си Марк от Мемфис, но съдейки по името явно става дума за александрийския маг от I век, цитиран от Свети Иреней в трактата му против еретиците: Adversus haereses.
Около 379 г. се завръща в Галисия и започва апостолската си дейност. Идеите му намират широк обществен отзвук, особено сред народните слоеве от населението, заради недоволството от общението на Църквата с държавата и от корупцията на властниците. Пред бързото разпространение на идеите му Higinius от Corduba изпраща писмо до епископа на Emerita Augusta (столица на диоцеза Hispaniarum, днешна Мерида) – Hidacius.

## Конфликт
При така създадените обстоятелства бива свикан църковния събор в Сарагоса през 380 г. (според някои източници 378 ) с идеята да бъде заклеймено присцилиянството. На този събор присъстват двама окситански и десет испански епископа — факт, подсказващ широкото разпространение на аскетичното движение проповядано от Присцилиян, докато отсъствието на основните присцилиански епископи Инстанций и Салвиян възпрепятства произнасянето на окончателна присъда. Според документите епископът на Асторга, Симпозий (отец на Диктиний, който ще наследи поста му) напуска събора на втория ден. Този свещеник ще стане по-късно един от именитите последователи на Присцилиян. Епископ Валерий, домакин на събора, изпълнява препоръката на римския епископ Дамас да бъде избягвана присъда in absentia. След събора същите двама прелати ще назначат Присцилиан за епископ на Abula (Авила).
Инстанций и Салвиян пътуват до Мерида, Испания, за да се срещнат с Идаций в опит за разбирателство, но биват нападнати и отблъснати от организираните от местния епископ жители на града.
Този конфликт предизвиква размяната на гневни писма между присцилиянисти и православни. За отбелязване е, че присцилиянството бива разпространено сред всички обществени слоеве, намирайки последователи сред влиятелните семейства във всички испански провинции.
В крайна сметка писмото на Идаций до Амброзий, епископ на Милано, където е разположен императорският двор, убеждава императора Грациан да осъди и отстрани от църковна служба Присцилиян и последователите му.

## Митарства
През 382 г. самият Присцилиян решава да посети Рим, за да се защити, но римският прелат Дамас, (негов земляк — галисиец, зает със собственото си издигане като първия официален Папа), отказва да го приеме под предлог, че няма власт да отмени императорския рескрипт. Това го принуждава да иде до Милано и възползвайки се от отсъствието на Грациан Младши да потърси съдействието на императорския magíster officiorum, за да анулира декрета срещу него.
Връща се в Испания, утвърждавайки делото си и авторитета на групата си последователи, постигайки между другото Итаций да бъде обвинен като разколник на Църквата. Така проконсулът Волвенций нарежда задържането на опонента му, който бива изселен в Civitas Treverorum (Трир), под покровителството на епископ Брито (Britto).
През 383 г. Магн Максим — испанец като него и управител на Британия, напада Галия начело на 130 000 души войска и тръгва след Грациян Младши настигайки го в горите на Лион, където го и убива. Легионите му го провъзгласяват като новия император на Запада, макар това да не е по вкуса на Теодосий — императора на Източната империя. Това го принуждава да търси подкрепа от Рим, зает с интриги за намиране на основания за оглавяване на вселенската Църква във времена, в които християнството е раздирано от противоречия: арианство, буквализъм, бибионитство, патрипасиянство, новицианство, николаитство, офитство, манихейство, хомунционитство и пр.
През 385 г. Присцилиан, заедно със съратника си поета Латрониан, и най-малко петима от учениците им (сред които две жени – Евкроция и Урбика, осъдени за непристойно държание и участие в „оргиите“ на учителя си), стават първите осъдени на смърт и екзекутирани за ерес в историята на християнството.
Присъдата е изпълнена в Трир, но тялото на Присцилиан е отнесено обратно в Испания и погребано в Галисия. Там той е почитан като мъченик и гробът му се превръща в светиня и център на поклонение.
Най-малко един авторитет по темата, професор Хенри Чадуик от Оксфордския университет, твърди, че светилището в Сантяго де Компостела е всъщност гробът на Присцилиян, но католическата църква забранява изследването на мощите и удостоверяването по научен път дали принадлежат на Св. Яков (както твърди по-късната католическа традиция) или на Присцилиан, според старата местна народна легенда.

## Идеи
Специално внимание при изучаването на Светите Писания отдавал на символичната им интерпретация и преодоляването на буквализма. Поучавал за ползата от повсеместното им изучаване, за домашните църкви и общонародни чествания на християнските празници по събори, а не само в храмовете, както и за ролята на жената в църковното служение. Вярвал в универсалността на просветлението на всеки вярващ чрез Светия Дух и проповядвал въздържание, приканвайки църковните служители към аскетичен начин на живот.
Бил е обвинен в манихейство, гностицизъм а, по-късно, и в отхвърляне на мистерията на Божието Триединство.
Въпреки осъждането на учението му като еретическо от Сарагоския събор през 380 г., е ръкоположен за епископ на Авела (днешна Авила) още през същата година. През следващата, обаче, е принуден да се яви пред съда в Трир, който след разгорещени политически и идейни спорове, утвърждава присъдата му в присъствието на император Магнус Климент Максим.
Създаденото от Присцилиян учение бързо се разпространява из Иберия, като се установява най-здраво в Галисия, която се превръща в негов център. С времето популярността му преминава и отвъд Пиренеите, като става господстваща форма на християнство в Аквитания (Окситания) и, по мнението на някои съвременни историци, способства за възникване на албигойството (катарството) в по-късни времена (XII век).